# 顏清標
顏清標（1960年8月25日—），綽號冬瓜標、標哥，臺灣臺中市沙鹿區人，中華民國政治人物，臺中黑派的代表人物之一，現任大甲鎮瀾宮董事長，以及無黨團結聯盟榮譽主席。台灣區瀝青工業同業公會理事長。
早年從事砂石業及開設非法賭場。1987年因一清專案被送綠島管訓三年。1990年起，先後擔任臺中縣沙鹿鎮埔子里里長、臺中縣議會議員、臺灣省議會議員、臺中縣議會議長，又連續當選4屆立法委員。第4次立法委員任期時，因先前擔任議長時期贪污等相關案件，遭法院判處褫奪公權而在2013年被解職。曾因槍砲、教唆頂替、喝花酒報公帳等案多次入監服刑。
顏清標雖已逐漸淡出臺中等地政治界，但其子顏寬、女顏莉敏仍擔任民意代表。

## 生平概略

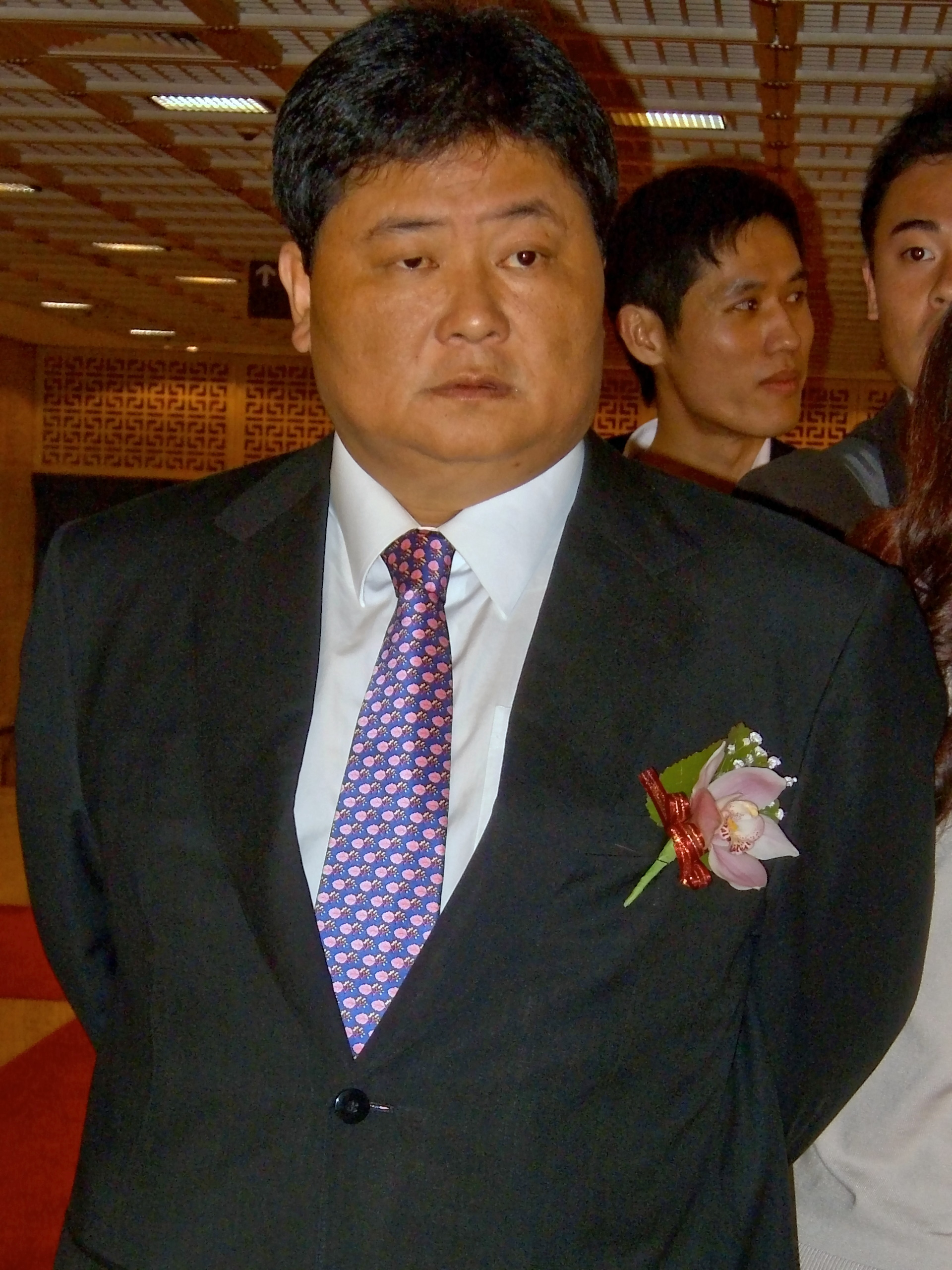
顏清標（2008年）

早年顏清標之父顏懷以雜貨店為業，後開始涉入柏油、瀝青業，接下大量政府標案。當時年幼的顏清標則與母親一同經營雜貨店，外號「冬瓜標」，主要活躍在沙鹿、梧棲、大肚、龍井等區。 
顏清標則將事業版圖擴及砂石業和公共工程，期間亦有盜採砂石、建築販賣海砂屋的違法行為。靠著黑派勢力總能讓公權力默許，家族事業更加壯大，進而走上政治路。除了砂石業，顏清標亦開設非法賭場。
1980年代成為海線黑道大哥。1987年因一清專案被送綠島管訓三年。也曾犯下貪污、槍砲、殺人未遂、教唆頂替、綁架、盜匪和加重強盜罪等罪行。
1994年創立天馬瀝青公司。

### 臺中縣議員
1994年4月，參選議長時涉嫌對候選人使用暴力，以及對至少六名議員行賄，每人給予1000萬支票，被依違反《選舉罷免法》起訴求刑3年。台中地方法院一審依妨害投票罪判處有期徒刑一年，褫奪公權三年；二審因證據不足改判無罪；後又被多次發回更審，直到2003年才無罪確定。
1994年9月，因為土地買賣糾紛，涉嫌教唆手下持槍擄人勒贖，向被害人索求1800多萬元，顏清標和五名手下被依擄人勒贖罪嫌移送高雄地檢署偵辦。

### 省議員
1994年12月當選省議員。
1996年，準備槍枝及子彈給手下對付一名黑道男子，涉嫌殺人未遂、非法持有槍械以及教唆手下頂替胞弟顏清金的槍擊案，全案於2000年起訴。

### 臺中縣議長
1999年，推動兩岸宗教直航，時任陸委會主委蘇起認為時機未成熟，派人到台中縣議會說明。
2000年4月，因為在總統大選中支持宋楚瑜，被中國國民黨考紀委員會撤銷黨籍。
2001年，特偵組查出顏清標和張清照在1999年到2000年擔任台中縣正副議長期間，喝花酒報公帳1800餘萬元，而被依照違反《貪污治罪條例》起訴。顏清標在2月28日被羈押。臺中地院在8月31日宣判，喝花酒貪汙判刑12年；長期持有槍彈判刑4年2月；開槍殺人未遂判刑9年；教唆頂替判刑10月，合併應執行有期徒刑20年，併科罰金新台幣1000萬元，褫奪公權10年。11月20日宣布辭去鎮瀾宮董事長職務。由於顏清標至12月31日都未交保，因而連續兩次定期會未出席，喪失議員資格。

### 立法委員
2001年12月以無黨籍當選第五屆立法委員，並在2002年就任。
2002年，在立法院經濟委員會擔任召委，由於顏家同時經營砂石瀝青業，此舉被批評是違反利益迴避原則。
2004年以無黨團結聯盟籍當選第六屆立法委員，並在2005年就任。2004年9月，殺人未遂罪改判有期徒刑7年。
2005年，成為台灣區瀝青工業同業公會理事長。
2008年以無黨團結聯盟籍當選第七屆立法委員並就任。同年由於槍械案經最高法院判決3年6個月定讞，以及教唆頂替案被判刑8個月定讞，在8月帶職入監服刑，2009年5月假釋出獄。
2011年9月，台中高分院更四審宣判，喝花酒報公帳案依公務員利用職務詐取財物罪，判處3年6月、褫奪公權3年。顏清標不服判決提起上訴。
2012年以無黨團結聯盟籍當選第八屆立法委員並就任。
中華民國最高法院在2012年11月駁回喝花酒報公帳案的上訴，判決確定，顏清標因此被褫奪公權，解除立委職務。原選區則於2013年1月26日辦理立法委員補選，由長子顏寬當選。

### 入獄服刑
2013年2月19日，因犯槍砲、教唆頂替、喝花酒報公帳3案入監服刑，應合併入監執行7年，扣除已執行部分，服刑約3年3月。。實際僅服刑1年3個月後獲假釋出獄。

### 顏清標條款
從政時官司不斷，常有牢獄之災，例如：喝花酒報公帳一案於2011年台中高分院更四審宣判，依公務員利用職務詐取財物罪，判處顏清標3年6月、褫奪公權3年。顏清標還表示，此案嚴格來說，絕對不是「貪污」行為，而是法律規定不明確的「使用不當」，希望上訴之後，司法能還給他一個公道。因此2011年10月立法院上個會期通過首長特別費除罪化、替不少藍綠首長解套，而無黨團結聯盟再提案，欲把除罪範圍擴大到民意代表和村里長，並且在立法院逕付二讀。外界解讀這項提案、是為了幫無盟立委顏清標過去在地方民代任內涉及的司法案件解套。
2013年5月31日，立法院在會期最後一天深夜，由中國國民黨籍立法院副院長洪秀柱主持，中國國民黨籍立法院院長王金平下令清場後，各黨團一致同意，三讀通過由林滄敏代表中國國民黨提出的《會計法》99條之1修正案，將以過去的假發票報帳行為除罪化。這個修法被視為是為顏清標除罪而做，但大學教授報假帳的行為並沒有除罪，因該法條漏了一個「教」字，讓教授可能被排除在外。該修正案的通過引起社會輿論的普遍不滿，總統要求行政院長轉請立法院覆議，此為「會計法第99-1條修正烏龍事件」。6月13日覆議案通過，原決議不予維持。

### 鎮瀾宮董事長
顏清標在地方實力雄厚，身兼大甲鎮瀾宮的董事長，地方上只要碰到難以解決的問題，都會找顏清標幫忙。大甲鎮瀾宮董監事多由黑派把持，1999年鎮瀾宮董事長選舉，黑派內部為了董事會之爭搞得水火不容，最後邀請顏清標勢力介入協調，成為雙方認可的人選。顏清標在大甲鎮瀾宮董事長任內大力推動對弱勢兒童的慈善活動。
媒體名嘴周玉蔻曾爆料，顏清標手下的副董事長鄭銘坤被綁遭勒索一億元乃是其與顏清標自導自演的事件，致使顏清標大為震怒。
顏清標所創辦的財團法人大甲媽社會福利基金會，連續10年向台灣電力股份有限公司申請睦鄰補助總額高達台幣8,000萬元，為立法委員之最。
2022年1月，鎮瀾宮董監事改選前有人提出依據「《財團法人法》第42條中，曾犯《組織犯罪防制條例》規定之罪與貪污罪判決確定未緩刑宣告者，不得擔任民間捐助之財團法人董事長、代理董事長及監察人，其已充任者，當然解任。」主張顏清標出任財團法人董事長職位已屬違法，籲請臺中市政府依法處置。

### 副業
2019年3月，顏清標推出手工水餃品牌「標太郎」。

### 獲頒榮譽院士
2020年9月，顏清標獲頒全球第1個明道大學媽祖文化學院榮譽院士。

## 黑幫糾葛

### 林明樺黃博廷集團
大甲鎮瀾宮副董事長鄭銘坤遭林明樺、黃博廷集團綁票勒索一億元。顏清標委請中部教父級大哥素有黑道仲裁者之稱的「憨面大仔」李照雄和南霸天聯正會老大楊雙伍出面談判，最後以境外斡旋、國內現金付贖款方式救出鄭銘坤。
雙方接觸後，外傳約定在國外談判，顏清標請了第三者，林明樺也請了第三者選在菲律賓討價還價。
最後確定贖款2,500萬，綁匪在高雄大寮河濱公園釋放鄭銘坤。
事後，警方發現從台中市議長張宏年、賭博電玩大亨于國柱和這次鄭銘坤綁架案來研判，綁匪幾乎都鎖定黑白兩道具有實力的人士，這些人有黑道對話的窗口，也習慣道上私了的方式，因此警方難以介入。

### 彰化陳姓角頭
2005年，九月中旬，彰化重量級角頭陳錦福在其開設在八卦山上餐廳外，遭人開槍狙擊雖僅受輕傷，但因其中可能涉及中部黑道恩怨，甚至波及無黨籍立委顏清標，因此道上傳出有人放話要對顏不利。在一場告別式的場合中，因陳錦福與顏清標同時出席，讓警方繃緊神經並全程嚴密監控。 
一名熟知中部黑幫生態的刑事偵查佐指出，2001年彰化海線重量級角頭陳錦福的手下大將林明勇，在彰化市經營的酒店遭槍殺身亡，林的手下綽號「牛皮」的王俊偉要求「大哥大大」必須拿出「安家費」照顧大哥家人，卻遭陳錦福拒絕，王俊偉心生不滿，去年九月憤而持槍，前往陳錦福公司掃射洩恨，且負氣投靠中縣海線黑道份子吳東皇旗下。 
吳東皇從中市金錢豹南七酒店消費後，在續攤途中，遭歹徒分持長短槍掃射當場身亡，據傳，吳為立委顏清標之手下大將，進而引發顏清標不滿。九月，陳錦福前往其位於八卦山的餐廳，正準備下車時，突遭歹徒連開八槍，臀部中彈，陳錦福遂將矛頭指向王俊偉所為，要求顏清標必須交人，警方表示，目前已從旁找尋證據，預防事態擴大。 

### 彰化過溝仔幫
起因為彰化過溝的重量級人物陳錦福被開21槍險遭狙殺的8天後，海線殺手、名列十大槍擊要犯綽號「牛皮」的王俊偉的二個手下，也在立委顏清標住家不遠處遭人開槍。由於「牛皮」王俊偉跟過的大哥都是顏清標胞弟顏清金的手下，以致顏清標的大兒子顏寬恒差點受到池魚之殃，險些中了埋伏而遭狙殺。但海線和過溝二大黑幫勢力，已演變到水火不容的緊繃狀態。

### 地方角頭翁奇楠
顏清標次子顏仁賢疑似因停車糾紛與綽號「阿南仔」的翁奇楠發生衝突，險些造成黑幫火併。雖然打人一方事後致歉，並簽下和解書，但情勢仍然暗潮洶湧，後續發展引起黑白兩道高度關注，警政署長王卓鈞獲悉後，也已指示所屬密切注意，防止黑道火併。

## 家庭
顏清標有兩位妻子：黃美貴，育有顏寬恒（妻子陳麗凌）一子；侯麗娟，生有顏仁賢（妻子黃子涵）、顏莉敏（現任台中市議會副議長）、顏宏全（妻子陳育婷）、顏嘉儀（妻子蘇毓涵）三子一女。顏清標胞弟顏清通為現任台中市沙鹿區三鹿里里長。
顏清標、大兒子顏寬恒結婚時皆為18歲，小兒子顏嘉儀結婚時年僅16歲，早婚已成為顏家傳統。
2006年小兒子顏嘉儀與蘇毓涵結婚時，喜宴規模盛大轟動全台。2008年，二兒子顏仁賢因停車糾紛中當和事佬，竟遭台中角頭阿楠仔（翁奇楠）痛毆，隨後阿楠仔委託彰化有力人士出面向顏賠罪。2013年大兒子顏寬恒在立法委員補選裡代表中國國民黨以1138票差距險勝，取代其父親顏清標原立法委員（臺中市第二選舉區）一職。2014年女兒顏莉敏在地方公職人員選舉中代表中國國民黨投入臺中市議員第二選區選舉，最後以第二高票當選，並成為臺中市最年輕的市議員。
胞弟顏清金（綽號目仔龍）曾因殺人未遂案遭判刑9年定讞。其間顏清標教唆劉文德為顏清金頂罪，案發後，顏清標被判處八月有期徒刑定讞。

## 軼事
- 管訓隊的鞭刑，是用農民挑水的扁擔做為刑具，管訓隊的長官想扁誰就扁誰。在管訓隊曾流傳一則笑話。有一次部隊集合時，區隊長說：“哪一個眼睛瞟？”由於區隊長是廣東人，其眼睛瞟與顏清標的音極為相似，讓顏以為區隊長在找他，便舉手答：“有！”隨即就被叫出來痛扁二十扁擔[68]。